# Zuli He
Zuli He (kinesiska: 祖厉河) är ett vattendrag i Kina. Det ligger i provinsen Gansu, i den nordvästra delen av landet, omkring 97 kilometer nordost om provinshuvudstaden Lanzhou.
Genomsnittlig årsnederbörd är 359 millimeter. Den regnigaste månaden är september, med i genomsnitt 85 mm nederbörd, och den torraste är december, med 1 mm nederbörd.